# Stemmadenia grandiflora
Stemmadenia grandiflora là một loài thực vật có hoa trong họ La bố ma. Loài này được (Jacq.) Miers miêu tả khoa học đầu tiên năm 1878.